# Adonisea rufimedia
Adonisea rufimedia là một loài bướm đêm trong họ Noctuidae.